# Dehio Vorarlberg 1983
Das Dehio-Handbuch – Die Kunstdenkmäler Österreichs – Vorarlberg erschien 1983 als 6. Band einer 1974 vom Bundesdenkmalamt begonnenen neuen österreichischen Dehio-Serie.

## Erarbeitung
Der Dehio versteht sich als Basisinventar, was damals aus Sicht des Denkmalschutzes und der Denkmalpflege aus geschichtlicher, künstlerischer und kultureller Bedeutung genannt sein sollte. Da Vorarlberg bei der Revision der österreichischen Dehios in den 1950er Jahren nicht einbezogen war, musste auf den ersten Dehio von 1933, in dem Vorarlberg auf nur 32 Seiten noch mit anderen österreichischen Bundesländern gemeinsam dargestellt wurde, zurückgegriffen werden. Der Dehio von 1983 umfasst Erhebungen von 1981 bis 1983 und füllt 480 Seiten, wobei vor allem die Profanbauten neu ins Gewicht fielen. Gert Ammann, bereits vorher für den Dehio Tirol 1980 aktiv, trug sakrale und profane Bauten bei. Martin Bitschnau, auch vorher am Dehio Tirol 1980 beteiligt, war der Bearbeiter für Burgen, Schlösser und Ansitze. Elmar Vonbank trug das Kapitel Zur Topographie urgeschichtlicher und römerzeitlicher Fundstätten in Vorarlberg bei. Vonbanks Mitarbeiter Paul Rachbauer schloss mit Die wichtigsten historischen bäuerlichen Hof- und Hausformen Vorarlbergs an.

## Listung der Kunstdenkmäler
Darauf folgen die Orte Vorarlbergs mit Angaben zum Gebiet im Land und allfälligen Teilorten. Dem folgen kurze geschichtliche Angaben und eine Kurzbeschreibung des Ortes in der Landschaft und zur Art der Bebauung. Dann schließen sich die Kirchen und die mit der Kirche verbundenen Objekte wie Pfarrhof, Friedhof, Kapellen und Kriegerdenkmäler an. Danach folgen zumeist profane Monumentalbauten, Häuser, Museen, teils gelistet nach Straßen und Gassen, ergänzt mit technischen Denkmälern wie auch Kleindenkmälern.

## Register
Ein Register listet die genannten Künstler mit Berufsbezeichnungen, da auch Monogrammisten, und das folgende Register listet genannte Personen. Dem folgen ein Ikonographisches Verzeichnis und ein Verzeichnis der Patrozinien.

## Nennung
- Dehio-Handbuch. Die Kunstdenkmäler Österreichs. Topographisches Denkmälerinventar herausgegeben vom Bundesdenkmalamt. Bearbeitet in der Abteilung für Denkmalforschung, früher: Institut für österreichische Kunstforschung. Vorarlberg. Bearbeitet von Gert Ammann, Martin Bitschnau, Paul Rachbauer, Helmut Swozilek mit Beiträgen von Géza Hajós, Horst R. Huber, Herlinde Menardi, Elmar Vonbank. Verlag Anton Schroll & Co, Wien 1983, ISBN 3-7031-0585-2.